# Invencível (filme de 2006)
Invencível (Invincible) é um filme de drama de 2006 dirigido por Ericson Core. Ele é baseado na história real de Vince Papale, que jogou no Philadelphia Eagles de 1976 a 1978. Mark Wahlberg representa Papale e Greg Kinnear representa Dick Vermeil, técnico de Papale. O filme foi lançado nos Estados Unidos em 25 de agosto de 2006.

## Elenco
| Ator                | Personagem     |
| ------------------- | -------------- |
| Mark Wahlberg       | Vince Papale   |
| Greg Kinnear        | Dick Vermeil   |
| Elizabeth Banks     | Janet Cantwell |
| Kevin Conway        | Frank Papale   |
| Michael Rispoli     | Max Cantwell   |
| Kirk Acevedo        | Tommy          |
| Dov Davidoff        | Johnny         |
| Michael Kelly       | Pete           |
| Sal Darigo          | Mick           |
| Nicoye Banks        | TJ Banks       |
| Turron Kofi Alleyne | Ronnie Sampson |
| Cosmo DeMatteo      | Dean German    |
| Stink Fisher        | Denny Franks   |
| Michael Mulheren    | AC Craney      |
| Michael Nouri       | Leonard Tose   |
| Jack Kehler         | Wade Chambers  |
| Lola Glaudini       | Sharon Papale  |
| Paige Turco         | Carol Vermeil  |
| Tristan Phillips    | Richie Vermeil |
| Morgan Turner       | Susan Vermeil  |
| Lynn Cohen          | Mrs. Spegnetti |
| James Murtaugh      | Principal      |
| Anthony Masucci     | Josh Barnes    |
| Timothy Scarpato    | Eagles Hopeful |